# Parafia Matki Bożej Anielskiej w Bielczy
Parafia Matki Bożej Anielskiej w Bielczy – parafia rzymskokatolicka, znajdująca się w diecezji tarnowskiej, w dekanacie Szczepanów.